# Nestorio (Grecia)
Nestorio (in greco Νεστόριο?) è un comune della Grecia situato nella periferia della Macedonia occidentale (unità periferica di Kastoria) con 3.129 abitanti secondo i dati del censimento 2001.
A seguito della riforma amministrativa detta Programma Callicrate in vigore dal gennaio 2011 che ha abolito le prefetture e accorpato numerosi comuni, la superficie del comune è ora di 616 km² e la popolazione è passata da 1.214 a 3.129 abitanti.